# 川内駐屯地
川内駐屯地（せんだいちゅうとんち、JGSDF Camp Sendai(Kyusyu)）は、鹿児島県薩摩川内市冷水町に所在し、第8施設大隊等が駐屯する陸上自衛隊の駐屯地である。駐屯地司令は、第8施設大隊長が兼務する。最寄の演習場は、川内演習場。

## 沿革
- 1985年（昭和60年）3月20日：第438会計隊が新編。

陸上自衛隊川内駐屯地
- 1985年（昭和60年）3月25日：川内駐屯地開設[1]に伴い、第8施設大隊が北熊本駐屯地より移駐[2]。（当時は合併前の川内市）[3]

- 2005年（平成17年）3月28日：第8後方支援連隊第1整備大隊施設整備隊（第8施設大隊等を支援）が新編。
- 2015年（平成27年）3月26日：会計隊の改編に伴い、第438会計隊が廃止され、第364会計隊川内派遣隊が設置される。
- 2023年（令和05年）3月16日：第301電子戦中隊の一部を配置。

## 駐屯部隊

### 西部方面隊隷下部隊
- 第8師団
  - 第8施設大隊
  - 第8後方支援連隊
    - 第1整備大隊
      - 施設整備隊：第8施設大隊を支援
      - 火器車両整備中隊
        - 川内派遣隊
- 西部方面システム通信群
  - 第102基地システム通信大隊
    - 第319基地通信中隊
      - 川内派遣隊
- 西部方面会計隊
  - 第364会計隊
    - 川内派遣隊
- 川内駐屯地業務隊

### 陸上総隊隷下部隊
- 電子作戦隊
  - 第301電子戦中隊（一部）

### 防衛大臣直轄部隊
- 警務隊
  - 西部方面警務隊
    - 第135地区警務隊
      - 川内派遣隊

### 情報本部
- 太刀洗通信所
  - 通信支所

## 最寄の幹線交通
- 高速道路：南九州西回り自動車道（川内道路）薩摩川内都IC
- 一般道：国道3号、国道267号、鹿児島県道36号川内郡山線、鹿児島県道42号川内加治木線、鹿児島県道46号阿久根東郷線
- 鉄道：JR九州九州新幹線/鹿児島本線・肥薩おれんじ鉄道肥薩おれんじ鉄道線川内駅
- 港湾：川内港、鹿児島港（重要港湾）、串木野新港、枕崎港、魚見港（地方港湾）
- 飛行場：鹿児島空港（第二種空港）

## 重要施設
- 川内原子力発電所（出力178.0万kW。PWR）（薩摩川内市）
- 川内発電所（出力100.0万kW。石油）（薩摩川内市）
- 串木野国家石油備蓄基地（平成16年（2004年）1月現在：備蓄施設容量約175万㎘中約168万㎘を備蓄）（いちき串木野市）
- 新日本石油基地㈱喜入備蓄基地（世界最大級の原油の中継備蓄基地。備蓄施設容量約735万㎘中約500万㎘を備蓄。そのうち国家備蓄が約250万㎘）（鹿児島市）
- 内閣衛星情報センター南受信管制局（阿久根市）
- 新日本科学鹿児島本社安全性研究所（霊長類を用いた前臨床試験の研究機関）（鹿児島市）
- 鹿児島県無線漁業協同組合無線局（南九州市） VOLMET放送など航空交通・報道上重要な無線局
- 菱刈鉱山（国内産出量の殆どを占める金鉱山）(鹿児島県伊佐市)